# Away from Home Tour
The Away From Home Tour (también llamado Light Dreams and Nightmares Tour) es el primer tour solista del cantante canadiense Drake.

## Telonero
- k-os (United States, Leg 1)
- Francis & The Lights (United States, Leg 1)
- P. Reign (Canadá)
- Clipse (United State, Leg 4)
- Tyga (Bloomington)

## Lista de temas
1. "Forever"
2. "Unstoppable"
3. "Uptown"
4. "Lust for Life"
5. "Houstatlantavegas"
6. "November 18th"
7. "Fireworks"
8. "Killers"
9. "Money to Blow" / "Big Tymers" / "I'm Still Fly"
10. "I'm Goin' In"
11. "Every Girl / Bedrock" / "Throw It In the Bag"
12. "Un-Thinkable (I'm Ready)" (instrumental)
13. "A Night Off"
14. "Successful"
15. "Fear"
16. "Say Something"
17. "Invented Sex"
18. "Best I Ever Had"
19. "Over"